# Rędziny (powiat zawierciański)
Rędziny – wieś w Polsce położona w województwie śląskim, w powiecie zawierciańskim, w gminie Szczekociny.
W latach 1975–1998 miejscowość należała administracyjnie do województwa częstochowskiego.